# 厦门大学海洋科技博物馆
厦门大学海洋科技博物馆（英語：Museum of Marine Science and Technology Xiamen University）是一座位于厦门大学的海洋学主题博物馆。

## 历史
2016年4月4日建成开馆，庆祝厦门大学95周年校庆，位于厦门市思明区大学路182号曾呈奎楼B栋1楼，隶属于厦门大学海洋与地球学院。共有五个展区，分别是综合展厅，地质展区、生物展区、水声信息与通信展区和观海弄潮展区。馆藏有6,600多种的海洋生物标本。

## 营业时间
- 周三、周六：上午九点至下午五点